# Lignerolles (Allier)
Lignerolles település Franciaországban, Allier megyében. Lakosainak száma 758 fő (2022. január 1.). Lignerolles Lavault-Sainte-Anne, Prémilhat, Saint-Genest, Sainte-Thérence, Teillet-Argenty és Villebret községekkel határos.

## Népesség
A település népességének változása:
| Lakosok száma | 435  | 473  | 579  | 622  | 768  | 754  | 742  | 736  | 743  | 758  |
|               | 1968 | 1982 | 1990 | 2006 | 2013 | 2015 | 2017 | 2019 | 2020 | 2022 |